# 科扎茨凱 (切爾尼戈夫州)
50°38′3″N 31°38′38″E / 50.63417°N 31.64389°E
科扎茨凱（烏克蘭語：Козацьке，羅馬化：Kozatske，發音：[kɔˈzat͡sʲke] ⓘ）是烏克蘭北部切爾尼希夫州尼任區博布羅維察市鎮的村莊。該村始建於1587年，面積4.27平方公里，海拔高度129米，2006年人口877，人口密度每平方公里205.2人。